# Simonetta Buonaccini
Simonetta Buonaccini, vlastním jménem Ludmila Šebestová, provdaná Dobiášová, později Bučanová (21. března 1893 Pelhřimov – 30. května 1935 Praha), byla česká básnířka.

## Život
Narodila se v rodině gymnaziálního profesora v Pelhřimově Augustina Šebesty (1860–1908). Její matka Anna, rozená Urbanidesová (1861–1944), přítelkyně Elišky Krásnohorské, se snažila literárně tvořit pod pseudonymem Anna Ledecká. Ludmila Šebestová vychodila v Pelhřimově měšťanskou školu, její další vzdělání bylo soukromé. Cestovala po Evropě, především po Itálii. Z Itálie odvozovala i rodokmen své matky, která byla potomek rodu Urbanides z Benešova, tento rod se usídlil v Benešově roku 1625 původem z Benátek.[zdroj?]
Krásná, inteligentní žena byla často středem mužské společnosti – obdivovali ji mnozí známí současníci, například František Halas. Stala se z ní osobitá básnířka, která si svými lyrickými verši podmanila čtenáře i kritiku. Na milost ji vzal i nesmlouvavě přísný Arne Novák, spřátelila se s F. X. Šaldou, se kterým si dopisovala až do smrti.

### Rodinný život
V mládí se stala ženou svého krajana, historika a pozdějšího akademika Josefa Dobiáše, ale jejich manželství se rozpadlo. Později se provdala za slovenského obchodníka z Banské Bystrice Júlia Bučana.
Památky na život této ojedinělé básnířky uchovávají v muzeu v Pelhřimově a v Památníku národního písemnictví.

## Dílo
Její básně byly převážně umístěné do exotických přímořských krajů. Její zážitky z cest po Francii, Tunisku a Itálii se odráží v celém díle a také v pseudonymu. Spolu s Jarmilou Urbánkovou tvořily vrchol lyrických básnířek meziválečného období.
- Lampa v okně (pod pseudonymem L. Atsebešová; Fond Julia Zeyera, Praha 1928)
- Odi et amo (Melantrich, Praha 1934)
- Sirenin ocas (výbor; Družstevní práce, Praha 1937)
- Můj prsten leží pod mořem (výbor; Jaroslav Podroužek, Praha 1942)
- Browning a růže (výbor; Jaroslav Podroužek, Praha 1946)
- Na chůdách snu (výbor; dybbuk, 2016)[6]

## Zajímavost
Ještě v roce 1935 nebyla všeobecně známá autorčina pravá identita, jak vyplývá z kritiky Miroslava Rutteho, uveřejněné tři měsíce před její smrtí.